# Elecciones municipales de Finlandia de 2021
Las elecciones municipales se llevaron a cabo el domingo 13 de junio de 2021 después de haber sido reprogramadas debido a la pandemia de COVID-19. La elección estaba programada originalmente para el 18 de abril. Fueron elegidos todos los concejos municipales de Finlandia (excepto en Åland) por un período de cuatro años. Hubo una votación anticipada para ciudadanos en Finlandia entre el 26 de mayo y el 8 de junio de 2021 y para los que estuvieran en el extranjero entre el 2 y el 5 de junio de 2021.
La elección municipal previa se llevó a cabo en 2017 y fue ganada por el Partido Coalición Nacional con el 20,7% de los votos. Para esta elección se registraron 3 partidos nuevos en comparación a la elección anterior, los cuales son Reforma Azul, Movimiento Ahora y Primero el Pueblo Finlandés. Además, el Partido de los Ciudadanos tuvo la intención de presentar candidatos junto a los Demócrata Cristianos.
Para los presidentes de los partidos, Jussi Halla-aho, Sanna Marin, Maria Ohisalo y Annika Saariko, estas fueron las primeras elecciones durante su presidencia.

## Antecedentes
Con la Ley Municipal de 2015, se fijó como día de las elecciones municipales el tercer domingo de abril del año posterior al año bisiesto. La Pascua adelantó las elecciones municipales de 2017 por una semana, pero el día de las elecciones municipales de 2021 debió ser el 18 de abril.
El gobierno de Marin decidió utilizar el modelo provincial basado en la reforma Sote (servicios sociales y de salud). Por ende, según la ministra de Justicia, Anna-Maja Henriksson, esto provocaría la celebración de elecciones provinciales por primera vez en la historia del país. El calendario de esas elecciones dependía del Gobierno, pero según Arto Jääskeläinen, director de elecciones del Ministerio de Justicia, por motivos de calendario, las elecciones provinciales solo podrían celebrarse simultáneamente con las elecciones municipales en 2025.
El municipio de Valtimo se fusionó con Nurmes a principios de 2020, por lo que las elecciones de 2017 fueron las últimas elecciones municipales en Valtimo. Además, la cifra total de municipios se redujo en uno más antes de las elecciones, por la unión de Honkajoki y Kankaanpää que tuvo lugar a principios del año electoral. Como resultado de esto, el número de municipios en la parte continental de Finlandia y, por lo tanto, el número de concejos, quedó en 293.
El número mínimo de consejeros electos depende de la población de cada municipio que se determinan el 30 de noviembre del año anterior a la elección. De acuerdo al artículo 16 de la Ley de Gobierno Local (410/2015) el número de concejeros a elegir fue:
| Población del Municipio                  | Número Mínimo de Concejeros |
| ---------------------------------------- | --------------------------- |
| Menos de 5.000                           | 13                          |
| 5.001 – 20.000                           | 27                          |
| 20.001 – 50.000                          | 43                          |
| 50.001 – 100.000                         | 51                          |
| 100.001 – 250.000                        | 59                          |
| 250.001 – 500.000                        | 67                          |
| Más de 500.000                           | 79                          |
| Lista de todos los municipios (en finés) |                             |

## Efectos de la pandemia de COVID-19

### Postergación de la elección de abril a junio
El 12 de marzo de 2021, el gobierno de Marín propuso aplazar las elecciones municipales a junio de 2021 debido a la pandemia de COVID-19. La ley sobre el aplazamiento de elecciones entró en vigor el 29 de marzo tras el debate parlamentario. Según diversos investigadores, el aplazamiento podría haber tenido un impacto desigual en las diferentes candidaturas y haber provocado especulaciones sobre su impacto en el resultado electoral, pero aun así se consideró justificado. Según el director de las elecciones, Arto Jääskeläinen, el aplazamiento debería haberse decidido antes, en una entrevista de prensa en enero, Jääskeläinen anunció que la fecha límite para el aplazamiento era febrero. Sin embargo, a principios de febrero, la ministra de Justicia y los secretarios de los partidos rechazaron una propuesta de los funcionarios del Ministerio de Justicia para aplazar las elecciones.

### Otros efectos

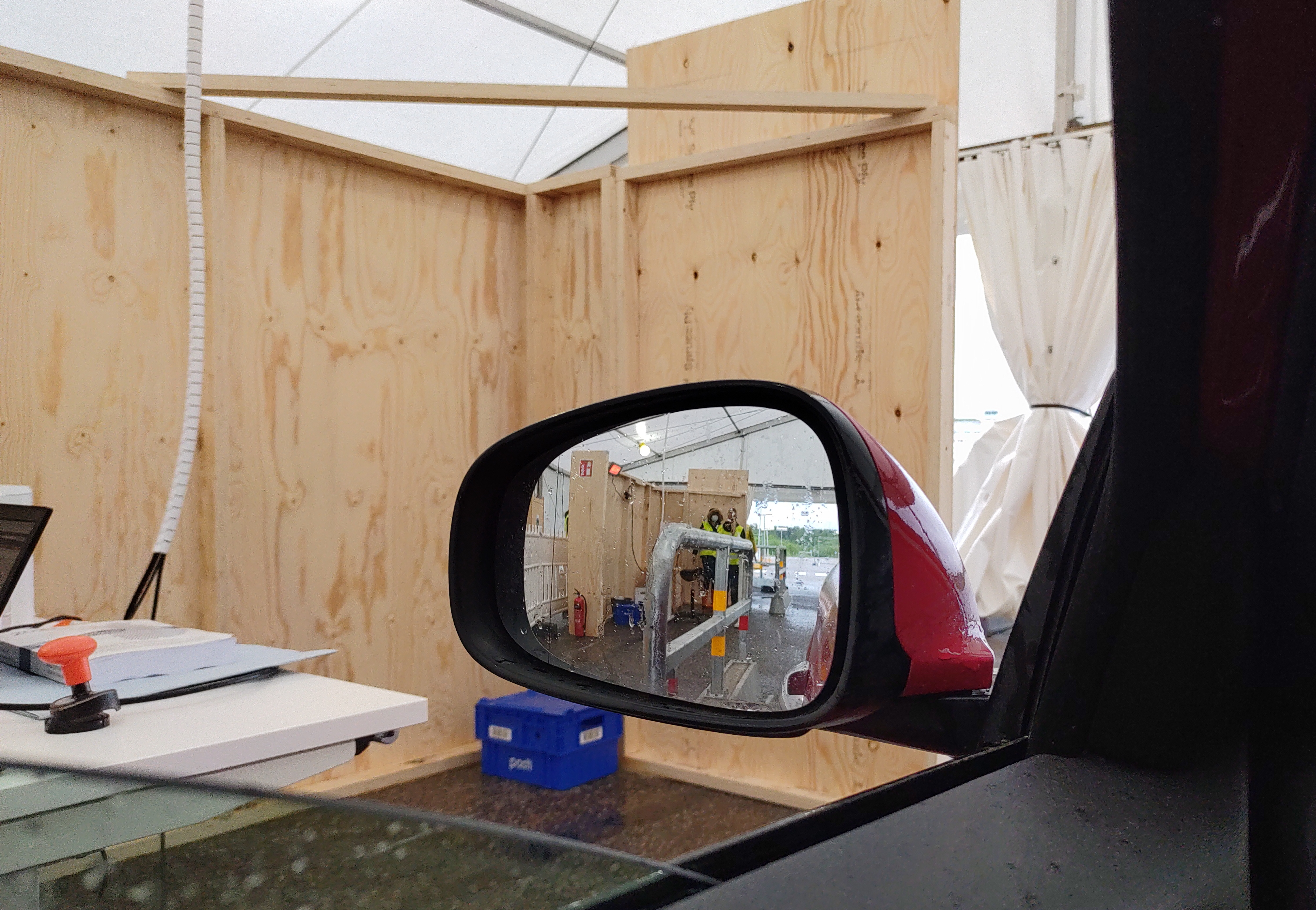
Por primera vez fue posible votar con anticipación desde un automóvil. Se ve una mesa de votación anticipada en el aeropuerto de Helsinki-Malmi desde el interior de un auto, tanto el votante como los vocales de mesa están protegidos bajo una carpa.

La pandemia de coronavirus tuvo un impacto importante en los preparativos de las elecciones gubernamentales, de los partidos y en los debates sociales. En el período previo a las elecciones, Simo Grönroos, secretario del Partido de los Finlandeses, hizo hincapié en el uso de la tecnología de la información debido a las prohibiciones de reuniones y las recomendaciones oficiales que restringían los eventos tradicionales. La secretaria del Partido Coalición Nacional, Kristiina Kokko, estimó que eventos a distancia atrajeron a personas completamente nuevas a las actividades.
El politólogo Sami Borg y el secretario del partido SDP, Antton Rönnholm, predijeron que los efectos económicos negativos de la pandemia también ejercerían presión sobre las economías municipales. Señalaron que esto sería particularmente evidente en los debates electorales futuros.
En agosto de 2020, la ministra de Justicia Henriksson dijo que la ley electoral también permitía el voto en casa para las personas en riesgo de contraer el coronavirus. El Departamento de Salud y Bienestar Social estimó que la cantidad de personas en riesgo superaba el millón, por lo que el Ministerio de Justicia decidió prepararse para el creciente aumento del voto en casa. Sin embargo, Heini Huotarinen, funcionaria asesora del Ministerio, aseguró que la votación tradicional en las mesas de votación también estaría asegurada para las personas en riesgo. A lo largo del otoño, el Ministerio de Justicia instruyó a los municipios para la organización de elecciones seguras, lo que aumentó la carga de trabajo relacionada con las elecciones en la administración pública del ministerio. La ministra Henriksson dijo a Pietarsaaren Sanomat que también se habían asignado recursos adicionales a la planificación y ejecución de los arreglos electorales municipales.

## Elecciones en municipios con sistema de alcaldía
Después de las elecciones municipales de 2021, habrá ocho municipios en Finlandia que usarán el modelo de alcalde elegido democráticamente (en finés, Pormestari), en vez del alcalde tradicional (en finés, kunnanjohtaja). En la mayoría de los municipios, el máximo funcionario municipal se elige según la forma tradicional, es decir, no se elige directamente, sino que según la correlación de fuerzas políticas dentro del concejo municipal, lugar en el cual se nombra un ciudadano para dirigir la oficina pública. Este cargo se conoce como kunnanjohtaja "líder municipal" o kaupunginjohtaja "líder de la ciudad", dependiendo de si el municipio se nombra a mí mismo como ciudad. En cambio, el nuevo cargo de Pormestari, que debutó en 2007 en el municipio de Tampere y que se elige por votación popular directa, se dio en los municipios de Helsinki, Kärkölä, Pirkkala, Lahti, Puolanka, Tampere, Turku y Tuusula.

## Calendario de las elecciones
Con el cambio de fecha del 18 de abril al 13 de junio de 2021, el calendario fue alterado en función de la nueva fecha de votación:
| Evento u otro                                                                                       | Fecha (en 2021)         |
| --------------------------------------------------------------------------------------------------- | ----------------------- |
| Conformación del registro de derecho de voto (verificación de quién puede votar y en qué municipio) | 23 de abril             |
| Fecha límite para la inscripción de candidatos                                                      | 4 de mayo               |
| Confirmación de los candidatos                                                                      | 14 de mayo              |
| Voto anticipado en Finlandia                                                                        | 26 de mayo – 8 de junio |
| Voto anticipado en el extranjero                                                                    | 2 – 5 de junio          |
| Día de las elecciones                                                                               | 13 de junio             |
| Ratificación de los resultados                                                                      | 16 de junio             |
| Inicio del trabajo de los nuevos concejos                                                           | 1 de agosto             |

Fuente:

## Encuestas de opinión
Los resultados de las encuestas se enumeran en la siguiente tabla en orden cronológico inverso, mostrando primero el más reciente. El porcentaje más alto de cada encuesta se muestra en negrita y el fondo sombreado con el color del partido principal. En el caso de que haya un empate, no se sombreará ninguna figura. La tabla utiliza la fecha en que se realizó el trabajo de campo de la encuesta, a diferencia de la fecha de publicación. Sin embargo, si se desconoce esa fecha, se proporcionará en su lugar la fecha de publicación. La lista incluye solo las encuestas que se realizaron para las elecciones municipales.
| Fecha                     | Encuestadora    | Kok.               | SDP            | Kesk. | Vihr. | PS   | Vas. | SFP  | KD  | Liik. | Otros | Dif. |     |     |     |     |
| ------------------------- | --------------- | ------------------ | -------------- | ----- | ----- | ---- | ---- | ---- | --- | ----- | ----- | ---- | --- | --- | --- | --- |
| Fecha                     | Encuestadora    | 5 May – 8 Jun 2021 | Taloustutkimus | 19,6  | 17,0  | 13,0 | 10,9 | 18,0 | 8,5 | 4,8   | Otros | Dif. | 3,6 | 2,1 | 2,6 | 1,6 |
| 25 May – 4 Jun 2021       | Kantar TNS      | 19,6               | 17,9           | 12,7  | 11,1  | 18,0 | 8,2  | 4,6  | 3,6 | 1,6   | 2,7   | 1,6  |     |     |     |     |
| 6 Abr – 4 de mayo de 2021 | Taloustutkimus  | 20,2               | 18,1           | 11,7  | 10,6  | 18,2 | 8,0  | 5,3  | 3,2 | 1,9   | 2,8   | 2,0  |     |     |     |     |
| 8–30 Mar 2021             | Taloustutkimus  | 18,8               | 18,0           | 12,5  | 12,1  | 19,0 | 7,8  | 4,3  | 4,0 | 1,3   | 2,3   | 0,2  |     |     |     |     |
| 3 Feb – 2 Mar 2021        | Taloustutkimus  | 18,0               | 19,5           | 12,8  | 11,0  | 18,7 | 9,1  | 4,3  | 3,7 | 1,5   | 1,4   | 0,8  |     |     |     |     |
| 3–4 Feb 2021              | Taloustutkimus  | 17,3               | 18,6           | 10,7  | 14,7  | 20,0 | 12,0 | 2,7  | 2,7 | 1,3   | 1,3   | 1,4  |     |     |     |     |
| 11 Ene – 2 Feb 2021       | Taloustutkimus  | 18,3               | 20,3           | 12,9  | 11,4  | 18,8 | 7,2  | 4,7  | 3,0 | 1,4   | 2,0   | 1,5  |     |     |     |     |
| 28 Oct 2017               | Resultados 2017 | 20,7               | 19,4           | 17,5  | 12,5  | 8,8  | 8,8  | 4,9  | 4,1 | –     | 2,6   | 1,3  |     |     |     |     |

## Resultados
Esta elección tuvo una baja en la participación electoral con respecto a la anterior, entre otras cosas, por la pandemia de COVID-19. El Partido Coalición Nacional fue el vencedor de estas elecciones al aumentar levemente su votación y el número de consejeros municipales electos, el partido que tradicionalmente ha sido fuerte en áreas urbanas, esta vez, logró ganar algunos escaños más en zonas rurales dominadas por el Partido del Centro. El Partido de los Finlandeses obtuvo el mayor porcentaje de votos de su historia en una elección municipal, aunque con menos apoyo que la elección parlamentaria anterior de solo dos años antes y menos de lo que auguraban las encuestas previas a la elección. Ambos partidos de oposición fueron los ganadores de la elección en comparación a la pérdida de votos y escaños de los partidos que conformaban el gobierno en ejercicio. El Partido Socialdémocrata de la primera ministra, Sanna Marin, no logró repetir el primer lugar de dos años antes y quedó en segundo lugar en votos, aunque en tercer lugar según el número de consejeros alcanzados. A pesar de lograr el tercer lugar en votos, el Partido del Centro logró el mayor número de escaños gracias a su dominio en las zonas rurales del país, aunque perdió fuerza en las zonas urbanas.
Con respecto a los alcaldes elegidos directamente (Pormestari), en Helsinki, las elecciones no fueron tan disputadas como se pensó previamente, ya que, Juhana Vartiainen, candidato del Partido Coalición Nacional, obtuvo una gran diferencia con la candidata de la Liga Verde, Anni Sinnemäki, quien se vio salpicada por un escándalo unos días antes de la elección. Mientras en Tampere, la parlamentaria en ejercicio y exalcaldesa de la ciudad, Anna-Kaisa Ikonen, logró derrotar al actual alcalde socialdemócrata, Lauri Lyly, por solo 15 votos luego de un recuento de votos.
| Partido                              | Partido                              | Partido                              | Votos     | Votos | Votos | Escaños | Escaños |
| Partido                              | Partido                              | Partido                              | Votos     | %     | ±pp   | N.º     | +/−     |
| ------------------------------------ | ------------------------------------ | ------------------------------------ | --------- | ----- | ----- | ------- | ------- |
|                                      | Coalición Nacional                   | Kok.                                 | 522.623   | 21,4  | 0,7   | 1.552   | 62      |
|                                      | Socialdemócrata                      | SDP                                  | 433.811   | 17,7  | 1,6   | 1.451   | 246     |
|                                      | del Centro                           | Kesk.                                | 363.364   | 14,9  | 2,7   | 2.445   | 379     |
|                                      | de los Finlandeses                   | PS                                   | 354.236   | 14,5  | 5,6   | 1.351   | 581     |
|                                      | Liga Verde                           | Vihr.                                | 259.104   | 10,6  | 1,9   | 433     | 101     |
|                                      | Alianza de la Izquierda              | Vas.                                 | 194.385   | 7,9   | 0,9   | 508     | 150     |
|                                      | Popular Sueco                        | SFP                                  | 121.494   | 5,0   | 0,1   | 463     | 8       |
|                                      | Demócrata Cristianos                 | KD                                   | 88.259    | 3,6   | 0,5   | 311     | 5       |
|                                      | Movimiento Ahora                     | Liik.                                | 38.943    | 1,6   | Nuevo | 49      | Nuevo   |
|                                      | Partido Cristal                      | KP                                   | 6.311     | 0,3   | Nuevo | 0       | Nuevo   |
|                                      | Feminista                            | FP                                   | 4.041     | 0,2   | 0,1   | 0       | 1       |
|                                      | Pirata                               | PP                                   | 2.608     | 0,1   | 0,2   | 0       | 2       |
|                                      | Comunista                            | SKP                                  | 2.073     | 0,1   | 0,2   | 0       | 2       |
|                                      | Justicia Animal                      | EOP                                  | 1.761     | 0,1   | 0,0   | 0       | 0       |
|                                      | Reforma Azul                         | Sin.                                 | 1.197     | 0,0   | Nuevo | 4       | Nuevo   |
|                                      | Liberal                              | Lib.                                 | 947       | 0,0   | 0,1   | 0       | 5       |
|                                      | Partido Abierto                      | AP                                   | 435       | 0,0   | Nuevo | 0       | Nuevo   |
|                                      | Primero el Pueblo Finlandés          | SKE                                  | 197       | 0,0   | Nuevo | 0       | Nuevo   |
|                                      | Partido de los Ciudadanos            | KP                                   | 41        | 0,0   | Nuevo | 0       | Nuevo   |
|                                      | Resto de candidaturas                | Resto de candidaturas                | 50482     | 2,1   | 0,0   | 292     | 65      |
|                                      |                                      |                                      |           |       |       |         |         |
| Votos válidos                        | Votos válidos                        | Votos válidos                        | 2.446.312 | 99,5  | 0,1   |         |         |
| Votos nulos                          | Votos nulos                          | Votos nulos                          | 11507     | 0,5   | 0,1   |         |         |
| Total                                | Total                                | Total                                | 2.457.819 | 100,0 |       | 8.859   | 40      |
|                                      |                                      |                                      |           |       |       |         |         |
| Votantes registrados / Participación | Votantes registrados / Participación | Votantes registrados / Participación | 4.460.299 | 55,1  | 3,8   |         |         |
|                                      |                                      |                                      |           |       |       |         |         |
| Fuente: Yle y Vaalit                 |                                      |                                      |           |       |       |         |         |